# آسیاب شماره ۱ موگرم
آسیاب شماره ۱ موگرم مربوط به سده‌های متاخر دوران‌های تاریخی پس از اسلام است و در شهرستان کهگیلویه، بخش چرام، دهستان چرام، روستای مو گرم واقع شده و این اثر در تاریخ ۷ خرداد ۱۳۸۷ با شمارهٔ ثبت ۲۲۹۷۳ به‌عنوان یکی از آثار ملی ایران به ثبت رسیده است.